# 車町 (名古屋市)
車町（くるまちょう）は、愛知県名古屋市中区の地名。

## 歴史

### 町名の由来
天王祭りの山車を管理する役を担ったことによる。

### 沿革
- 江戸時代 - 名古屋城下町において車ノ町として所在[4]。
- 1878年（明治11年）12月20日 - 名古屋区成立に伴い、同区車町となる[1]。
- 1889年（明治22年）10月1日 - 名古屋市成立に伴い、同市車町となる[1]。
- 1908年（明治41年）4月1日 - 西区成立に伴い、同区車町となる[1]。
- 1944年（昭和19年）2月11日 - 栄区成立に伴い、同区車町となる[1]。
- 1945年（昭和20年）11月3日 - 栄区廃止に伴い、中区車町となる[1]。
- 1966年（昭和41年）3月30日 - 丸の内一丁目および同二丁目に編入され、消滅[1]。